# Huskvarna Östra station
Huskvarna Östra station, eller Huskvarna station, var en station vid Husqvarna Vapenfabrik i Huskvarna, som trafikerades av Jönköping–Gripenbergs Järnväg mellan 1894 och 1935. Stationen låg 1,4 kilometer öster om Rosendala station vid slutet av ett stickspår, som gick utmed Rosendalagölen och in i Huskvarna stad utmed nuvarande Järnvägsgatan. 
Huskvarna Östra station hade både person- och godstrafik fram till 1923 då persontrafiken överflyttades till en ny station, Huskvarna Stad. Därefter hade Huskvarna Östra endast godstrafik.
Husqvarna Vapenfabrik var Jönköping–Gripenbergs Järnvägs största kund och dess verkställande direktör 1876-1911 Wilhelm Tham var också en av järnvägens grundare. Sträckningen mellan Rosendala och Huskvarna Östra station var den första delen av järnvägen och öppnade för trafik i april 1894. 
Efter det att Jönköping–Gripenbergs Järnväg lagts ned 1935, ombyggdes sträckningen till Rosendala station, omdöpt till Huskvarna Norra station, till normalspår och trafikerades av Statens Järnvägar.